# Depressió a llarg termini

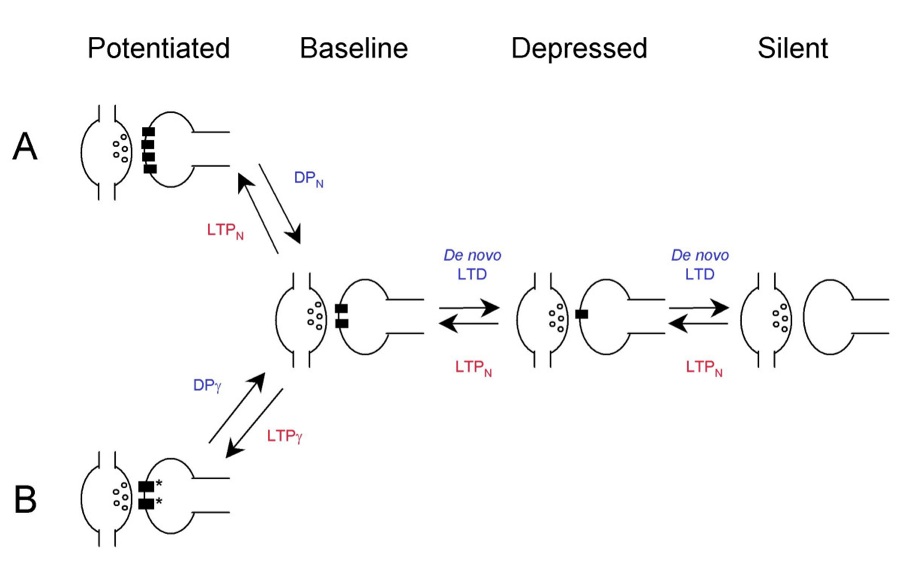
Un model per als mecanismes de despotenciació i de novo LTD

En neurofisiologia, la depressió a llarg termini (amb acrònim anglès LTD de long-term depression) és una reducció depenent de l'activitat de l'eficàcia de les sinapsis neuronals que duren hores o més després d'un estímul amb patró llarg. LTD es produeix a moltes àrees del SNC amb mecanismes diferents segons la regió del cervell i el progrés del desenvolupament.
Com a procés oposat a la potenciació a llarg termini (LTP), LTD és un dels diversos processos que serveixen per debilitar selectivament sinapsis específiques per tal de fer un ús constructiu de l'enfortiment sinàptic causat per LTP. Això és necessari perquè, si es permetés continuar augmentant en força, les sinapsis arribarien finalment a un nivell màxim d'eficiència, que inhibiria la codificació de nova informació. Tant LTD com LTP són formes de plasticitat sinàptica.

## Caracterització
LTD a l'hipocamp i el cerebel han estat els més ben caracteritzats, però hi ha altres àrees cerebrals en les quals s'entén els mecanismes de LTD. També s'ha trobat que LTD es produeix en diferents tipus de neurones que alliberen diversos neurotransmissors, però, el neurotransmissor més comú implicat en LTD és el L-glutamat. L-glutamat actua sobre els receptors de N-metil-D-aspartat (NMDARs), receptors d'àcid α-amino-3-hidroxi-5-metilisoxazol-4-propiònic (AMPARs), receptors de kainat (KARs) i receptors de glutamat metabotròpics (mGluRs) durant LTD. Pot resultar d'una forta estimulació sinàptica (com passa a les cèl·lules cerebel·loses de Purkinje) o d'una feble estimulació sinàptica persistent (com a l'hipocamp). La potenciació a llarg termini (LTP) és el procés contrari a LTD; és l'augment durador de la força sinàptica. En conjunt, LTD i LTP són factors que afecten la plasticitat sinàptica neuronal. Es creu que LTD resulta principalment d'una disminució de la densitat del receptor postsinàptic, tot i que una disminució de l'alliberament de neurotransmissors presinàptics també pot tenir un paper. S'ha plantejat la hipòtesi que Cerebellar LTD és important per a l'aprenentatge motor. Tanmateix, és probable que altres mecanismes de plasticitat també hi juguin un paper. Hippocampal LTD pot ser important per esborrar les traces de memòria antigues. L'hipocamp/cortical LTD pot dependre dels receptors NMDA, dels receptors metabotròpics de glutamat (mGluR) o dels endocannabinoides. El resultat del mecanisme molecular subjacent-LTD al cerebel és la fosforilació dels receptors de glutamat AMPA i la seva eliminació de la superfície de la fibra paral·lela - sinapsi de cèl·lules de Purkinje (PF-PC).

## Homeòstasi neuronal
És molt important que les neurones mantinguin un rang variable de sortida neuronal. Si les sinapsis només es reforçessin amb una retroalimentació positiva, finalment arribarien al punt d'inactivitat total o massa activitat. Per evitar que les neurones es tornin estàtiques, hi ha dues formes reguladores de plasticitat que proporcionen retroalimentació negativa: la metaplasticitat i l'escala. La metaplasticitat s'expressa com un canvi en la capacitat de provocar la plasticitat sinàptica posterior, incloent LTD i LTP. El model de Bienenstock, Cooper i Munro (model BCM) proposa que existeix un cert llindar de manera que un nivell de resposta postsinàptica per sota del llindar condueix a LTD i per sobre condueix a LTP. La teoria BCM proposa a més que el nivell d'aquest llindar depèn de la quantitat mitjana d'activitat postsinàptica. S'ha trobat que l'escala es produeix quan la força de totes les entrades d'excitació d'una neurona augmenta o disminueix. LTD i LTP coincideixen amb la metaplasticitat i l'escala sinàptica per mantenir la funció adequada de la xarxa neuronal.

## Formes generals de LTD
La depressió a llarg termini es pot descriure com a plasticitat homosinàptica o plasticitat heterosinàptica. La LTD homosinàptica es limita a la sinapsi individual que s'activa per un estímul de baixa freqüència. En altres paraules, aquesta forma de LTD depèn de l'activitat, perquè els esdeveniments que causen el debilitament sinàptic es produeixen a la mateixa sinapsi que s'està activant. La LTD homosinàptica també és associativa, ja que correlaciona l'activació de la neurona postsinàptica amb l'activació de la neurona presinàptica. La LTD heterosinàptica, en canvi, es produeix a les sinapsis que no estan potenciades o estan inactives. El debilitament d'una sinapsi és independent de l'activitat de les neurones presinàptiques o postsinàptiques com a resultat de l'activació d'una interneurona moduladora diferent. Així, aquesta forma de LTD afecta les sinapsis properes a aquelles que reben potencials d'acció.